# Visoka (Arilje)
Visoka (Servisch cyrillisch Висока) is een plaats in de Servische gemeente Arilje. De plaats telt 474 inwoners (2002).